# Аквавива д’Арагона, Оттавио (младший)
Оттавио Аквавива д’Арагона младший (итал. Ottavio Acquaviva d'Aragona iuniore; 23 сентября 1609, Неаполь, Неаполитанское королевство — 26 сентября 1674, Рим, Папская область) — итальянский куриальный кардинал. Апостольский легат в Романье с 22 июня 1654 по 23 апреля 1657. Камерленго Священной Коллегии кардиналов c 14 января 1669 по 19 января 1671. Кардинал-священник со 2 марта 1654, с титулом церкви Сан-Бартоломео-аль-Изола с 23 марта 1654 по 18 марта 1658. Кардинал-священник с титулом церкви Санта-Чечилия с 18 марта 1658 по 26 сентября 1674. 